# Erhard Crome
Erhard Crome (* 1951 in Berlin) ist ein deutscher Politikwissenschaftler und Autor. Er ist Geschäftsführender Direktor des WeltTrends-Instituts für Internationale Politik in Potsdam.

## Leben
Erhard Crome studierte von 1971 bis 1976 Politik mit dem Schwerpunkt Außenpolitik am Institut für Internationale Beziehungen der DDR in Potsdam-Babelsberg (heute Universität Potsdam). Dort promovierte er 1980 und wurde 1987 habilitiert. Nach der deutschen Vereinigung arbeitete er bis 2000 an der Universität Potsdam im Fachbereich Politikwissenschaft. 2001 hatte er eine Gastprofessur an der Europa-Universität Viadrina, Frankfurt/Oder inne und war seit 2002 Mitarbeiter der Rosa-Luxemburg-Stiftung. Hier war er bis Mitte 2016 Referent für Friedens- und Sicherheitspolitik des Instituts für Gesellschaftsanalyse. Sein Nachfolger ist Ingar Solty.
Crome war Mitglied der Redaktion der sozialwissenschaftlichen Zeitschrift Berliner Debatte Initial und Mitbegründer des außenpolitischen Journals WeltTrends. Er ist Autor der Zweiwochenschrift Das Blättchen.
Anfang des Jahres 2023 hat er gemeinsam mit Rainer Land die Redaktion der Berliner Debatte Initial wegen der ihrer Ansicht nach von der Redaktionsmehrheit betriebenen Fehlentwicklung der Zeitschrift verlassen.

## Schriften (Auswahl)
- Nation, Nationalismus und der Krieg in der Ukraine. Texte zu einem alten Thema. Verlag am Park, Berlin 2022, ISBN 978-3-89793-342-2.
- Die ungeliebte Alternative. Rückbesinnung auf friedliche Koexistenz für eine zeitgemäße internationale Politik. VSA-Verlag, Hamburg 2021, ISBN 978-3-96488-111-3.
- Deutschland auf Machtwegen. Moralin als Ressource für weltpolitische Ambitionen. VSA-Verlag, Hamburg 2019, ISBN 978-3-96488-002-4
- Faktencheck: Trump und die Deutschen. Das Neue Berlin, Berlin 2017, ISBN 978-3-360-50147-9.
- AfD. Eine Alternative?  Spotless, Berlin 2015, ISBN 978-3-360-02086-4.
- Piratenpartei. Eine Alternative? Verlag am Park, Berlin 2013, ISBN 978-3-89793-305-7.
- Die Linke und der Stalinismus. Besichtigung eines Streitplatzes. Verlag am Park, Berlin 2012, ISBN 978-3-89793-281-4.
- Ungarns „Wende“: ein Laborversuch. Verlag am Park, Berlin 2012, ISBN 978-3-360-02078-9.
- Der libysche Krieg des Westens. Hintergründe und Zusammenhänge des sogenannten Arabischen Frühlings. Das Neue Berlin, Berlin 2011, ISBN 978-3-360-02057-4.
- Gleiche Sicherheit für alle – Alternativen zur NATO. In: Gleiche Sicherheit für alle statt NATO-Vorherrschaft. Beiträge zum 17. Dresdner Friedenssymposium am 21. Februar 2009. (Hrsg.) Dresdener Studiengemeinschaft Sicherheitspolitik (DSS) e. V: DSS-Arbeitspapiere, Dresden 2009, Heft 94, S. 26–49. urn:nbn:de:bsz:14-qucosa2-339884
- Sozialismus im 21. Jahrhundert. Zwölf Essays über die Zukunft. Dietz, Berlin 2006, ISBN 978-3-320-02057-6.
- Die Bewegung der Sozialforen und die Grenzen einer imperialen Weltordnung. In: Wolfgang Scheler, Ernst Woit (Hrsg.), Kriege zur Neuordnung der Welt. Globale Analysen. Kai Homilius Verlag, Berlin 2004, ISBN 978-3-89706-878-0.

## Herausgeber
- Ausgedient. Die Bundeswehr, die Meinungsfreiheit und die „Causa Rose“. Schkeuditzer Buchverlag 2016, ISBN 978-3-943931-00-6.
- mit Lutz Kleinwächter, Neues Denken in der DDR. Konzepte zur Sicherheit in Europa in den 1980er Jahren. WeltTrends Verlag, Potsdam 2014, ISBN 978-3-941880-95-5.
- mit Raimund Krämer, Hegemonie und Multipolarität. Weltordnungen im 21. Jahrhundert. WeltTrends Verlag, Potsdam 2013, ISBN 978-3-941880-74-0.
- mit Udo Tietz, Dialektik – Arbeit – Gesellschaft. Festschrift für Peter Ruben. WeltTrends Verlag, Potsdam 2013, ISBN 978-3-941880-73-3.
- Die UNO und das Völkerrecht in den internationalen Beziehungen der Gegenwart. WeltTrends Verlag, Potsdam 2012, ISBN 978-3-941880-66-5.
- Die Babelsberger Diplomatenschule. Das Institut für Internationale Beziehungen der DDR. WeltTrends Verlag, Potsdam 2009, ISBN 978-3-941880-01-6.
- mit Jochen Franzke und Raimund Krämer, Die verschwundene Diplomatie. Beiträge zur Außenpolitik der DDR. Festschrift für Claus Montag. Berliner Debatte Wissenschaftsverlag 2003, ISBN 3-931703-87-8.
- mit Jochen Franzke, Nation und Nationalismus. Aspekte der Annäherung an das Phänomen des Nationalen nach dem Ende des Ost-West-Konflikts. Verlag Berliner Debatte 1993, ISBN 3-929666-03-0.
- 30 Jahre Berliner Außenpolitik. Herausforderungen und Begrenztheiten. WeltTrends Verlag, Potsdam 2020, ISBN 978-3-947802-57-9.